# Паисий Византийски
Паисий (на гръцки: Παΐσιος, Паисиос) е гръцки духовник, митрополит на Вселенската патриаршия.

## Биография
Роден е в Цариград и затова носи прякора Византиец (ο Βυζάντιος). През юли 1835 година е ръкоположен за дринополски, делвински и химарски митрополит в патриаршеската катедрала „Свети Георги“ в Цариград. Не успява да заеме катедрата в Аргирокастро, тъй като умира в Янина на 16 септември 1835 година.